# Charles James Lyall
Charles James Lyall (Londra, 9 marzo 1845 – Londra, 2 settembre 1920) è stato un funzionario britannico, nonché arabista apprezzato internazionalmente.
Sir Charles James Lyall, K.C.S.I. e membro della British Academy fu un funzionario civile britannico in India e un arabista.  
Lyall studiò al King's College London e nel Balliol College di Oxford.   Entrò nel Servizio Civile del Bengala nel 1867 e la sua carriera lo portò a diventare un apprezzato amministratore e, in seguito, Segretario del Dipartimento del Governo Autonomo dell'India (Home Department of the Government of India) nel 1889, Commissario Capo dell'Assam nel 1894 e delle Province Centrali e del Berar tra il 1895 e il 1898.  Presiedette inoltre la Commissione per la Carestia del 1898, che fu istituita dopo la carestia indiana del 1896–97, particolarmente devastante nelle Province Centrali.  Nel 1898, fu trasferito all'India Office a Londra, come segretario del Dipartimento giudiziario pubblico, una carica che conservò fino al suo pensionamento nel 1910.
La città di Faisalabad in Pakistan (poi parte della British India) fu inizialmente conosciuta come Lyallpur (come a dire Lyallopoli), a causa del lavoro ivi svolto da Lyall nella veste di Vice Governatore. L'ara comunale, Lyallpur Town, conserva ancora oggi il suo nome.
Lyall fu tuttavia meglio noto per la sua eccellente conoscenza della cultura araba e della poesia preislamica. Pubblicò il doppio volume Translations of Ancient Arabian Poetry (1885, 1894) e la traduzione  commentata e annotata del corpus poetico di ʿAbīd b. al-Abraṣ: The Diwan of Abid ibn al-Abras (1913). A essi vanno aggiunti The Poems of Amr Son of Qamiah (1919) e The Mufaddaliyat (1921), come pure una serie di articoli sulla letteratura hindostana e la letteratura araba.
Ricevette varie onorificenze: la K.C.S.I. nel 1897, e fu eletto membro della British Academy. Ricevette anche lauree ad honorem dalle Università di Oxford, dall'Università di Edimburgo e dall'Università di Strasburgo.